# Narodna uzdanica
Kulturně vzdělávací spolek Lidová opora (bosensky Kulturno-prosvjetno društvo „Narodna uzdanica“) byl muslimský podpůrný a kulturní spolek v Bosně a Hercegovině. Založen byl roku 1923 a úředně registrován o rok později po roztržce prosrbsky a prochorvatsky orientovaných muslimských intelektuálů ve sdružení Gajret (Úsilí). Zatímco první ve spolku zůstali, druzí se rozhodli založit vlastní příspěvkovou organizaci. Ve válečných letech 1941 až 1945, kdy Bosna a Hercegovina připadala fašistickému Nezávislému státu Chorvatsko, spolek nesl název Chorvatský muslimský spolek Lidová opora (bosensky Hrvatsko muslimansko društvo „Narodna uzdanica“).

## Historie

### Založení spolku
Spolek vznikl na popud Ústředního výboru Jugoslávské muslimské organizace 15. července 1923, kterého k tomu vybídl její poslanec v bělehradském parlamentu Hamzalija Ajanović, vystudovaný slavista a romanista. Dosud mezi muslimy působil jediný podpůrný spolek Gajret (Úsilí), ale po otevření jeho pobočky v Bělehradě pod názvem Osman Đikić a získání trvalé záštity jugoslávského krále Alexandra I. bylo jasné, že toto sdružení bude mezi svými svěřenci propagovat srbskou nacionální myšlenku. Tento postoj byl ale nepřijatelný pro muslimské intelektuály, kteří ideově tíhli k chorvatskému prostředí či odmítali jakoukoli národnostní klasifikaci. V zakládajícím výboru zasedli dr. Atif Hadžikadić (1884–1945), Edhem Mulabdić (1862–1954), Hamzalija Ajanović (1892/93–1925), dr. Mahmud Behmen (1895–1937) a Fehim Spaho (1877–1941), kteří se rozhodli spolku dát název vyházejí z národního jazyka, nikoli orientální výpůjčku, jak bylo dosud mezi muslimskými organizacemi obvyklé.
Stanovy nového spolku byly schváleny Velkým županem Sarajevské oblasti 17. října 1923, nicméně intervencí ministerstva vnitra pod vedením Milorada Vujičiće 26. prosince 1923 byla činnost sdružení zakázána. Teprve až nový ministr vnitra Božidar Maksimović po devítiměsíčním oddalování stanovy schválil a spolek svolal na 17. října 1924 ustavující shromáždění, a to v prostorách Jugoslávského/Jihoslovanského muslimského klubu (dříve čítárny, kiraethany) v sarajevské čtvrti Bentbaša. Na tomto shromáždění, které se zúčastnili delegáti z několika bosenskohercegovských měst, byl vybrán Správní výbor. V jeho čele stanul podnikatel Asim-beg Dugalić (1888–1958), místopředsedou se stal Fehim Spaho. Mezi hlavními postavami spolku se vyskytovali i vysocí funkcionáři Jugoslávské muslimské organizace.

### Činnost spolku ve 20. a 30. letech 20. století
Již od samého počátku spolek usiloval o materiální pomoc pro muslimské žáky a studenty na středních a vysokých školách, ale pro finanční obtíže začal udělovat stipendia až roku 1925. Pro školní rok 1925/26 přidělil finanční dary 20 středoškolákům a 10 studentům. Sdružení vedle toho pořádalo společenské večery, na nichž vybíralo prostředky na svou činnost, a alfabetizační kurzy. Počet členů tehdy ovšem nedosahoval ani 400, polovina přitom pocházela ze Sarajeva, a síť místních poboček byla velmi řídká. Na těchto slabých výsledcích se podepsaly jednak úřední obstrukce, jednak slabé materiální zázemí muslimské komunity v Bosně a Hercegovině i její nezájem o aktivity podobného druhu. Současně Narodna uzdanica nemohla konkurovat zavedenému Gajretu, který měl delší tradici, řádově početnější členstvo i podporu nejvyšších politických kruhů Království Srbů, Chorvatů a Slovinců. Nespokojenost s výsledky organizace a vlažnou podporou Jugoslávské muslimské organizace nakonec vedly k rezignaci jejího předsedy Asim-bega Dugaliće.
Do čela spolku se tak roku 1927 dostal duchovní Fehim Spaho. Jeho bratr Mehmed Spaho byl předsedou Jugoslávské muslimské organizace (JMO). Ani tato veskrze kosmetická změna ale nepřinesla kýžený efekt ve fungování spolku a Spaho brzy rezignoval. Neuspokojenost členstva s činností spolku se projevila zvláště roku 1928, kdy se v Sarajevu uskutečnil kongres muslimských intelektuálů a velkolepé slavnosti u příležitosti 25 let od založení Gajretu. Tehdejší vedení spolku bylo ochotno jednat o spojení s Gajretem, ale požadavky jeho vedení směrem k šíření srbské národní ideologie pro ně nebyly přijatelné. V tomto čase se vedení sdružení ujal lékař Asim Musakadić, ale i ten se po roce z funkce stáhl. Na jeho místo roku 1929 přišel energický pedagog Edhem Mulabdić, který organizaci vedl následujících dvanáct let.
Spolek roku 1929 veřejně nepodpořil zavedení královské diktatury a přiklonil se k politické opozici, kterou představovala i Jugoslávská muslimská organizace. Teprve až po volbách roku 1935, kdy JMO vstoupila do vlády, se ostře protirežimní vystupování oslabilo a Narodna uzdanica získala větší prostor pro své působení.
Narodna uzdanica si od svého založení kladla za cíl zřídit i žákovské internáty, ale pro finanční obtíže k tomu došlo až mnohem později. První internát pro středoškoláky byl otevřen v Sarajevu roku 1931 (účelová budova otevřena 1938), do války se k nim připojila středoškolská zařízení v Mostaru (1935), Banja Luce (1936) a Tuzle (1937) a vysokoškolský internát (mužský a ženský) v Záhřebu (menza a internát pro chlapce 1936, pro dívky 1940).
| Rok     | Sarajevo | Mostar | Banja Luka | Zagreb | Tuzla | Celkem |
| ------- | -------- | ------ | ---------- | ------ | ----- | ------ |
| 1931/32 | 36       | -      | -          | -      | -     | 36     |
| 1932/33 | 24       | -      | -          | -      | -     | 24     |
| 1933/34 | 36       | -      | -          | -      | -     | 36     |
| 1934/35 | 37       | -      | -          | -      | -     | 37     |
| 1935/36 | 39       | 18     | -          | -      | -     | 57     |
| 1936/37 | 55       | 21     | 33         | 33     | -     | 142    |
| 1937/38 | 54       | 30     | 48         | 23     | 39    | 145    |
| 1938/39 | 79       | 24     | 31         | 23     | 40    | 193    |
| 1939/40 | 105      | 31     | 51         | 21     | 43    | 251    |
| 1940/41 | 100      | -      | 43         | 52     | 50    | 245    |

### Narodna uzdanicaza druhé světové války
Po rozpadu Království Jugoslávie prominentní členové spolku vesměs uvítali vznik Nezávislého státu Chorvatsko, jelikož ten zpočátku uznával kulturní a náboženskou autonomii bosenskohercegovských muslimů. K politické angažovanosti s fašistickými ustašovci se však odvážili jen někteří. Na spolek soustavně vyvíjeli nátlak muslimové oddaní chorvatské národní myšlence Adem-aga Mešić a Hakija Hadžić, kteří jej chtěli přebudovat na základnu kroatizační kampaně mezi islámskými věřícími.
Organizace pod tlakem okolností na valné hromadě 27. července 1941 změnila svůj název na Chorvatský muslimský spolek Lidová opora (Hrvatsko muslimansko društvo Narodna uzdanica). S touto změnou nesouhlasila valná část vedení spolku, ale svůj odpor se neodvažovala projevit. Ve stejný čas ustašovské orgány na sdružení převedly veškerý majetek konkurenčního Gajretu, který byl rozpuštěn již v dubnu 1941 a jeho agendu nakrátko převzalo Vakufské ředitelství Islámského společenství. Nicméně vedení spolku majetkové převody dlouho oddalovalo a přijalo je až po vyhrůžkách, že veškerý majetek Gajretu převezme chorvatský spolek Napredak (Pokrok).
Nicméně ani jistá míra servility nezabránila předsedovi a tajemníkovi spolku Edhemu Mulabdićovi a Salimu Ćatićovi, aby připojili svůj podpis pod Sarajevskou rezoluci muslimských intelektuálů z 14. srpna 1941. Ta se otevřeně vyslovila proti státnímu teroru ustašovců vůči Nechorvatům, který zpětně postihoval i civilní muslimské obyvatelstvo.
Po skončení konfliktu organizace již nebyla obnovena a společně se sdružením Gajret vytvořila nový spolek Preporod (Obrození). Ten fungoval krátce mezi lety 1945 a 1949, načež byl úřady definitivně zrušen. Preporod obnovil svou činnost až roku 1990.

## Členstvo
Ve srovnání s Gajretem měl spolek nízký počet členů (přesná čísla pro celé období jeho činnosti ale nejsou k dispozici), to bylo dáno i poměrně striktními podmínkami účasti na činnosti sdružení. Stanovy rozlišovaly čtyři (od 1938 pak šest) kategorie členstva, a to v závislosti na výši členských příspěvků. Roku 1933 měla Narodna uzdanica 4208 členů, z toho v Sarajevu 531 (13 %), Záhřebu 520 (12 %), Tešnji 246, Mostaru 230, Foči 278, Banja Luce 112 a Rogatici 174. Od roku 1925 mohli v jeho řadách působit i nemuslimové.
Zvláště silné postavení měl spolek v chorvatské metropoli. Již 23. ledna 1921 zde vznikl podvýbor Gajretu, v němž působili muslimští studenti z Bosny a Hercegoviny. Nicméně po jeho ovládnutí Národní radikální stranou s centrem v Srbsku se jeho členové přesunuli do spolku Narodna uzdanica. Záhřebský Gajret definitivně zanikl roku 1933. Místní odbor sdružení Narodna uzdanica muslimští studenti založili 6. listopadu 1923. Jeho prvním předsedou byl zvolen Abdulah Salihbegović (od 1925 Abdulah Karavdić, od 1926 Hifzija Gavrankapetanović, od 1927 Anka Dinagl-Domaćinovićová, od 1935 Milan Dečak). Od konce 20. let 20. století v záhřebském výboru působili i chorvatští intelektuálové, jako např. Ivo Pilar, Bratoljub Klaić, Ivan Esih, Mile Budak aj. Od poloviny 30. let spolek rozšířil svou působnost i mimo akademickou obec – roku 1935 totiž Jugoslávská muslimská organizace opustila protivládní zaměření a spolek ji v tomto věrně následoval – a dokázal oslovit většinu v Záhřebu usedlých muslimů. Mezi významnými členy byli tehdy Alija Nametak, Skender Kulenović, Edhem Čamo a Safet Krupić.
| Rok   | 1925/26 | 1926/27 | 1928/29 | 1929/30 | 1931/32 | 1932/33 | 1933/34 | 1936/37 | 1937/38 | 1939/40 |
| ----- | ------- | ------- | ------- | ------- | ------- | ------- | ------- | ------- | ------- | ------- |
| Členů | 300     | 223     | 171     | 351     | 359     | 401     | 427     | 479     | 483     | 661     |

## ListNovi Behara kalendářNarodna uzdanica
Neformálním tiskovým orgánem spolku byl list Novi behar (Nový květ), a to od roku 1927 do konce druhé světové války v roce 1945. Sdružení vydávalo i svůj kalendář (Kalendar „Narodna uzdanica“), konkrétně pro léta 1933–1945.

## Předsedové spolku[10]
- 1924–1927 Asim-beg Dugalić (1888–1958)
- 1927–1928 Fehim-ef. Spaho (1877–1941)
- 1928–1929 dr. Asim Musakadić (1894–1979)
- 1929–1945 Edhem Mulabdić (1862–1954)

## Předsedové spolkuPreporod
- 1945–1946 dr. Zaim Šarac (1892–1965)
- 1946–1949 Derviš Tafro (1899–1981)